# Strimmig rödhätting
Strimmig rödhätting (Entoloma juncinum) är en svampart som först beskrevs av Kühner & Romagn., och fick sitt nu gällande namn av Machiel Evert ("Chiel") Noordeloos 1979. Strimmig rödhätting ingår i släktet Entoloma och familjen Entolomataceae.  Arten är reproducerande i Sverige. Inga underarter finns listade i Catalogue of Life.

## Källor

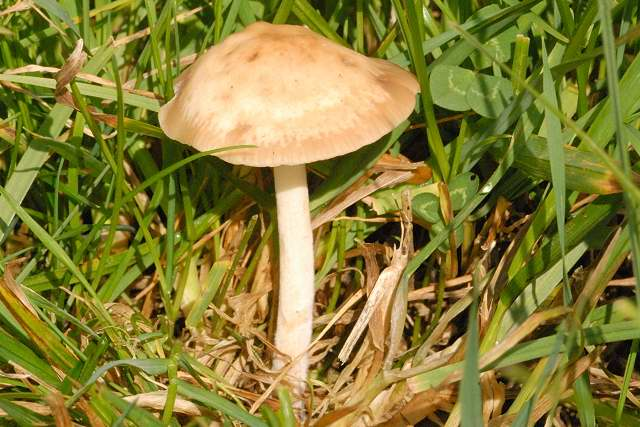